# Hakkâri
Hakkâri (Çölemerik, en kurdo: Colemêrg y en armenio: Gghmar) es una ciudad situada en el sudeste de Turquía y capital de la provincia de Hakkâri. Cuenta con una población de 57.954 habitantes (2007). La región circundate de Hakkâri estuvo bajo el control otomano, pero el gobierno local permaneció en las manos de los emires curdos locales hasta el siglo XIX.

El nombre actual procede de la "tribu" kurda de los hakkari, en sus alrededores habita una población cristiana de doxología (opinión teológica) nestoriana, en las cercanías de Hakkari (también llamada Yulemrk, Djulemrk, Julemerik, Çölemerik según los diversos autores) unos 20 kilómetros al norte se ubica, en el valle del Gran Zab la casi destruida ciudad de Kodshanes que fuera hasta 1915 la sede del patriarcado de la Iglesia asiria del Oriente (o Iglesia Nasrani).
El nombre de la ciudad proviene de la palabra aramea Ekkare (ܐܟܪ̈ܐ), que significa 'granjeros'.